# Tom Pattasseril
Tom Thomas Pattasseril (12 de enero de 1972, Elanji, India) es un presbítero indio nacionalizado británico, actual administrador apostólico en la prefectura apostólica de las Islas Malvinas y superior de la misión sui iuris de Santa Elena, Ascensión y Tristán de Acuña.
Fue ordenado presbítero el 26 de mayo de 2008 e incardinado en el Instituto de la Caridad.

## Biografía
Nació el 12 de enero de 1972, en el estado de Kerala, en la India. Creció en el seno de una familia católica.
Tras su ordenación y un período de servicio en su país natal, fue invitado a servir en el Reino Unido en 2010. Posteriormente, adquirió la ciudadanía británica.

### Formación
Realizó su formación secundaria en la India. En 1996, tras completar sus estudios, obtuvo la licenciatura en Literatura Inglesa, Psicología y Sociología por la Universidad de Bangalore.
Después de un tiempo con los Padres Claretianos, se unió al Instituto de la Caridad (Rosminianos) en el año 2000. Completó sus estudios eclesiásticos en Roma, en la Pontificia Universidad Lateranense.
Posteriormente, obtuvo un diploma de posgrado en ministerio pastoral en la Dublin City University y realizó formación en ministerio pastoral de la salud en Irlanda.
Habla con fluidez inglés, italiano, malayalam e hindi, y tiene conocimientos prácticos de latín, hebreo y griego.

### Sacerdocio
Hizo su profesión solemne con los Rosminianos el 29 de agosto de 2007. Fue ordenado diácono un mes después. Su ordenación sacerdotal fue el 26 de mayo de 2008.
Ha servido en diversas funciones en Cardiff, Rugby, Nottingham y Londres.
Actualmente, se desempeña como rector y párroco de la Iglesia de Santa Eteldreda, en el centro de Londres.
El 18 de julio de 2024, el papa Francisco lo nombró administrador apostólico de las Islas Malvinas y superior eclesiástico de la Misión Sui Iuris de Santa Elena, Ascensión y Tristán de Acuña.